# Abbaye de Hautmont
Pour un article plus général, voir Christianisation et urbanisation du Nord-Pas-de-Calais.
L’abbaye bénédictine de Hautmont (en latin : Altus mons ou Altimontensis Abbatia), située dans le département actuel du Nord, a été fondée en 643 par saint Vincent Maldegaire, époux de sainte Waudru. Elle est consacrée aux apôtres Pierre et Paul.

## Historique
- 643 : Madelgaire, comte et gouverneur du Hainaut (né vers 607 à Strépy), membre de la Cour du roi Dagobert Ier, aide l’action missionnaire et entreprend de faire bâtir un monastère en un lieu appelé Altus Mons. Dagobert lui offrit en outre les reliques du pape saint Marcel, mort martyr en 309. Vincent Madelgaire épouse Waudru avec laquelle il aura quatre enfants, Landry, Madelberte, Aldetrude et Dentelin. Waudru, après leur décision commune de se séparer pour se consacrer à la vie monastique, fait construire un monastère sur un vaste domaine qui deviendra le berceau de la ville belge de Mons. L'abbaye accueille saint Ansbert, évêque de Rouen, exilé par Pépin de Herstal.
- 695 Ansbert de Rouen, évêque de Rouen, chassé par le roi Pépin trouve asile en l'abbaye où il mourut[2].

- 829 : création d'une école à l'abbaye d'Haumont.

Les royaumes francs en 843 (la Francie médiane est en vert).

- Peu de temps avant de mourir en 855, Lothaire Ier abdique pour aller s’enfermer dans l’abbaye de Prüm. Avant d'y mourir, il a soin (traité de Prüm) de partager son empire entre ses trois fils : Louis reçoit le royaume d’Italie avec le titre d’empereur; Charles la Provence jusqu’à Lyon; et Lothaire II le reste, toute la partie nord de l'empire, de la Frise jusqu'au sud de l'actuel département de la Haute-Marne. En 870, l'abbaye d'Haumont revient dans la part de Charles
- 880 : sac de l'abbaye par des pillards danois.
- 1565-1625 : âge d'or du Grand Hautmont sous le règne de Gaspard Hanot. L'abbaye est rénovée et de nouveaux bâtiments sont construits. Une brasserie s'installe également.

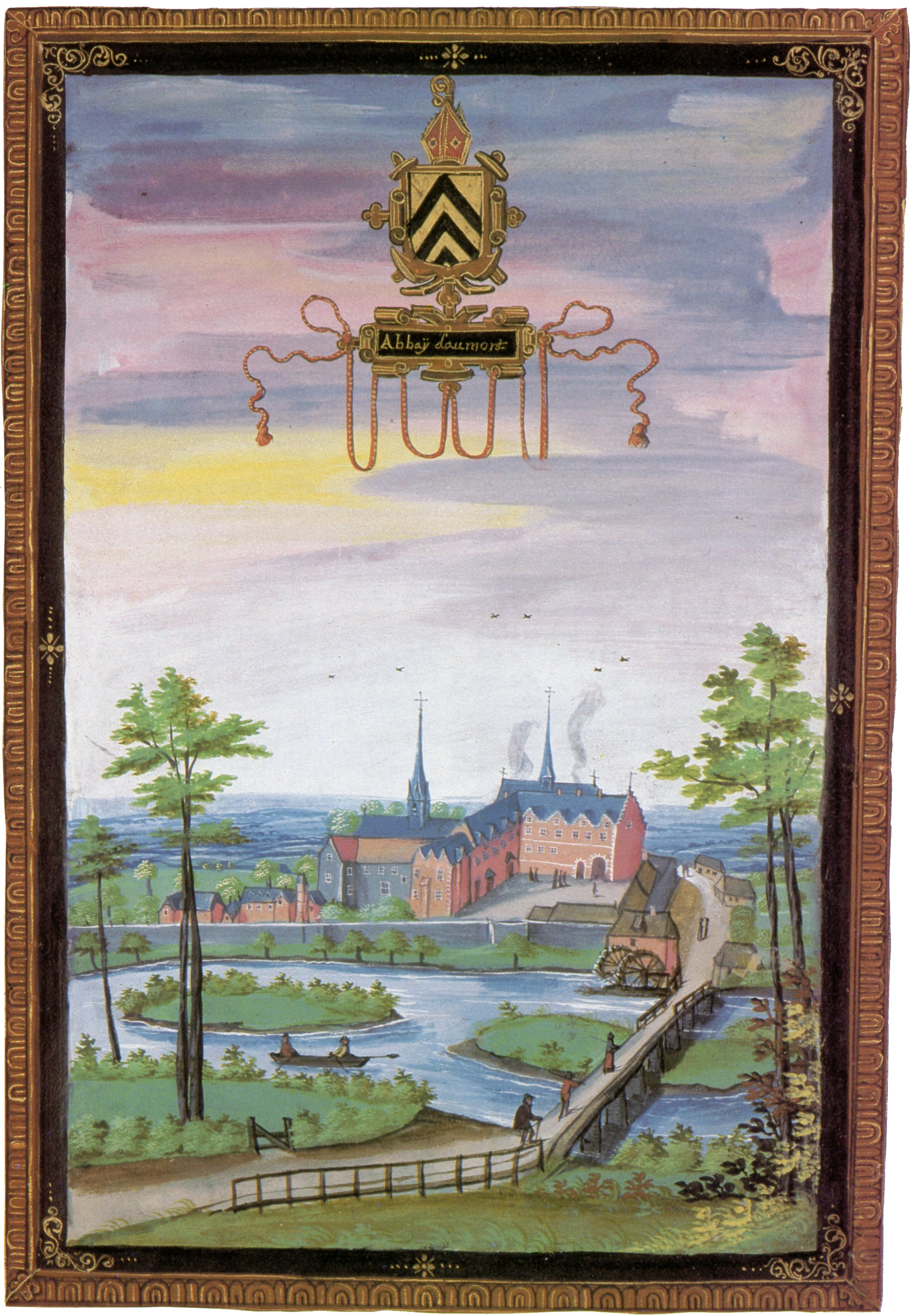
Abbaye d'Hautmont en 1598 (Albums de Croÿ).

- 1589 : Gaspard Hanot fait ramener à Hautmont les reliques de saint Marcel, déposées précédemment dans le refuge de l’abbaye de Mons pour les préserver des pillages.
- 1789 : à la Révolution, le village d'Hautmont compte 552 habitants. L'abbaye était l'une des plus prospères du Hainaut. Contrairement à de nombreuses autres, l'abbaye n'a pas été totalement détruite à la Révolution française, grâce au courage de Dom Ghuislain Dusart (né à Quaregnon, en Hainaut, le 1er novembre 1723) qui, le 28 juillet 1789, a réussi à calmer les paysans venus pour piller et détruire l'abbaye. Dom Ghuislain, en leur ouvrant la porte, leur demanda de respecter les lieux et leur offrit la nourriture qu'ils demandaient.
- Après la Révolution, l'édifice est transformé en fabrique de bouteilles de champagne[3].
- En 1993, la mairie procède à son acquisition afin de créer un hôtel, projet qui sera abandonné [4].

## Terriers, propriétés
- 1117 : L'abbaye de Hautmont avait le patronage de l'église à Saint-Remy-Chaussée par la charte de Buchard, évêque de Cambrai
- 1183 : Mairieux revint à l'abbaye de Hautmont[5]
- Maurage fut donné par saint Vincent à l'abbaye de Hautmont[6].
- Limont-Fontaine

## Prieurs
- Landry de Soignies en 660
- Hubert Dassonleville, né à Raismes a écrit et publié en 1625 à Douai, un ouvrage curieux sur la morale[7].
- Jean Brisselot, abbé d'Haumont, devint confesseur et conseiller du jeune Charles Quint puis archevêque d'Oristagni et primat de Sardaigne. En 1520 il se démit de la mitre épiscopale et revint mourir en l'abbaye d'Hautmont[8].

## Moines et visiteurs célèbres
- Saint Wulmer

## Monument historique
L'abbaye fait l’objet d’une inscription au titre des monuments historiques depuis le 16 juin 1992. La protection sera étendu le 30 novembre 2020 à d'autres bâtiment comme les bâtiments de la fontaine Sainte-Aldegonde, l'aile d'entrée et l'aile Ouest.